# 戈蓝豪理姆学校
戈蓝豪理姆学校(英語：The Glenholme School，又名)是美国康涅狄格州一所私立的男女合校的寄膳宿式学校。供125名10至21岁的学生完成初中部，高中部及毕业部的学习。学校还为有特殊需求的学生(孤独症，注意力缺乏多动症，强迫性神经失调，不自觉的言语和行为习惯失控症，抑郁症，焦虑症等)提供治疗性的项目，艺术、烹饪、马术以及季节性俱乐部等综合性的学习环境。